# 家島諸島
家島諸島（いえしましょとう）は、瀬戸内海東部の播磨灘（姫路市から沖合い約18km）にあり、東西26.7km、南北18.5kmにわたり大小40余りの島嶼で構成される兵庫県姫路市の諸島（2006年に編入合併）。
兵庫県の淡路島と香川県の小豆島と本州に囲まれ、面積は19.7平方km。有人島は4つで、約4000人が暮らす（2022年時点）。多くは諸島名に冠されている家島に住み、他の主な島としては坊勢島、男鹿島、西島、太島、鞍掛島がある。家島本島の真浦、宮が中心集落で、古くから天然の良港として瀬戸内海航路の要地、避難港であった。花崗岩の切り出しと漁業、海運業が主な産業だが、第二次世界大戦後の乱獲と水質汚染による漁獲減少で現在は観光漁業と養殖が中心。一部は瀬戸内海国立公園に属する。地元では「いえしま」ではなく「えじま」と呼ばれる。
本項では家島諸島に属する町丁についても述べる。
- 家島町真浦（まうら）：郵便番号672-0101[4]
- 家島町宮（みや）：郵便番号672-0102[4]
- 家島町坊勢（ぼうぜ）：郵便番号672-0103[4]

## 主な島

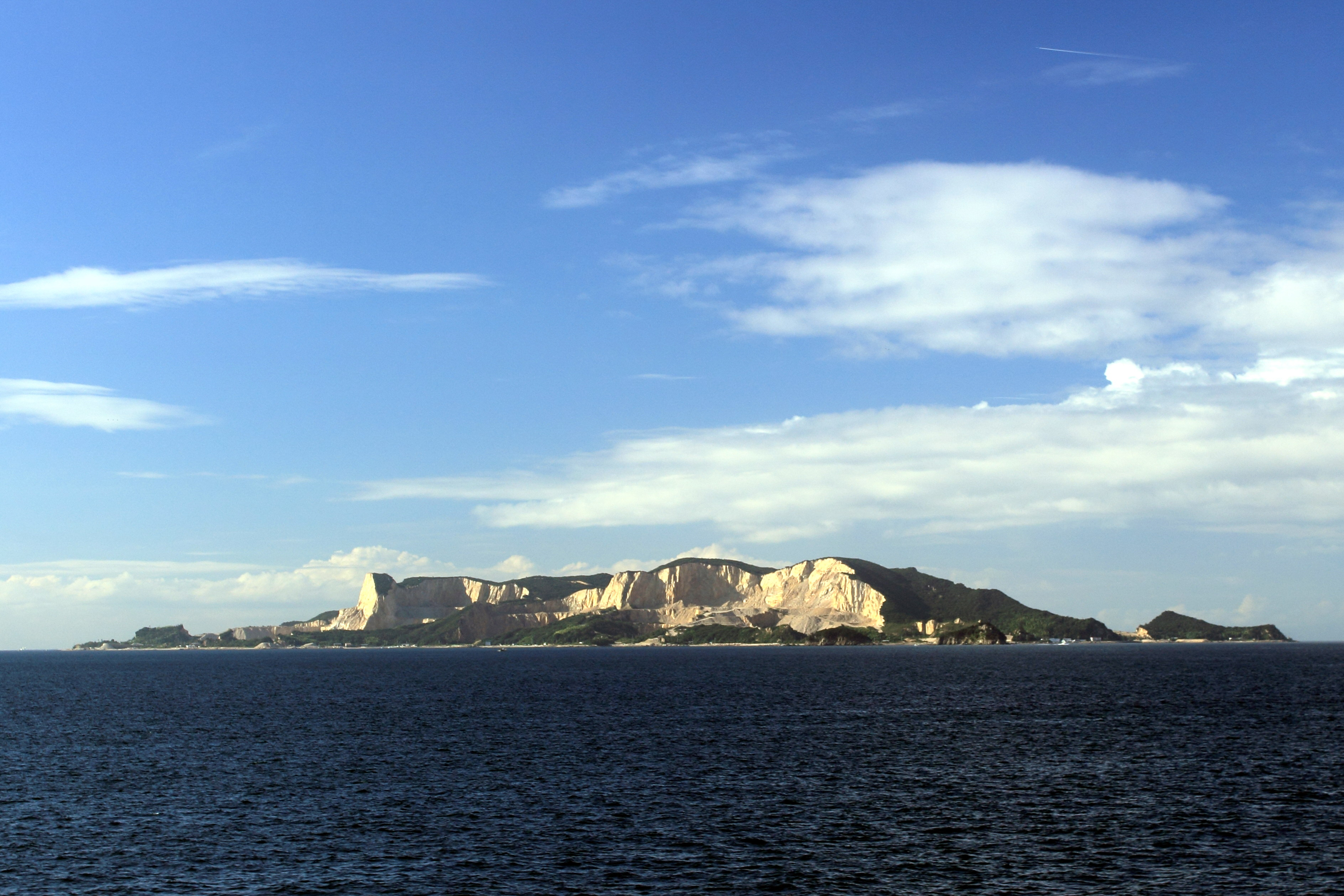
男鹿島

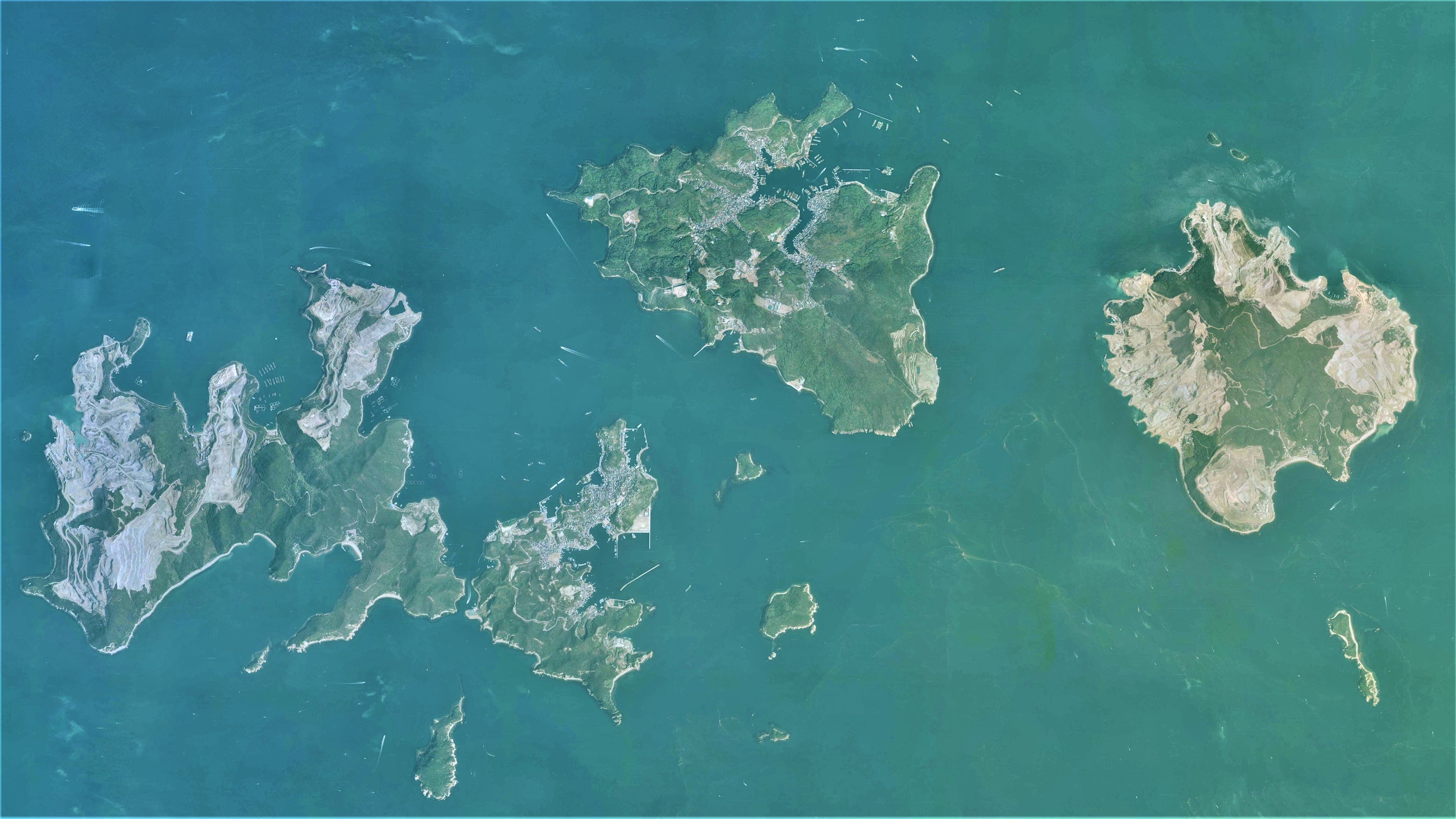
家島諸島主要部の空中写真。1999年4月21日撮影の14枚を合成作成。

| 姫路 淡路島 四国 家島諸島 小豆島 [[明石海峡\|明石海峡]] 播磨灘 大阪湾 鳴門海峡 [[紀伊水道\|紀伊水道]]            |
| ランドサット7号 (Landsat 7) が撮影した家島諸島のある播磨灘海域。 ※表示環境によっては文字がずれることがあります。 |

家島諸島の内、名前の付けられた島は27有る。このうち人々が住むのは家島、坊勢島、男鹿島、西島の4島。
家島（いえしま／えじま／えしま）
家島諸島の中央に位置し、宮（みや）と真浦（まうら）の二つの地区がある（行政上の地名としては「家島町宮」「家島町真浦」）。天然の入り江を用いた家島港がある。面積は5.46km2。家島地区の人口の6割が住む。
読みは江戸時代の古文書である『高島秀和家文書』（家島町教育委員会発行『家島郷土歴史史（資）料集4』」）記載通り「いえしま」である。その他に「えしま」「えじま」と呼ぶ地域もある。
真浦家島の中心地。本島の他に群島内の18島が属する。湾の中間にあったことから「間浦」と呼ばれたのが転訛したものか。 真浦神社はかまど神である奥津彦神・奥津姫神を祀る。藻塩焼きに由来するものと考えられている。その背後にある飯森山は戦国時代の瀬戸内水軍の東端の根拠地と考えられている。家島神社の天神祭で演じられる「真浦の獅子舞」は島内唯一の県指定無形民俗文化財である。
宮家島湾入り口の集落。他に松島、加島、大コ島、男鹿島が属する。1225年（嘉禄元年）に近江国（現在の志賀家）の白鬚神社から猿田彦神を勧進して宮浦神社を創建したことから、古くは「宮浦」と呼ばれていた。 宮港を中心に姫路市役所家島事務所（旧家島町役場）、兵庫県立家島高等学校、中学校・小学校、家島郵便局などが置かれている。
男鹿島（たんがじま／だんがじま）

宮に属する。男鹿小学校があった（廃校）。面積は4.57km2。
男鹿島の名は、姫路のあたりに住んでいたつがいの鹿のうち、牡鹿がこの島へと渡ってきたことにちなむという。対応して姫路市飾磨区に妻鹿（めが）という地名がある。
坊勢島（ぼうぜじま）
行政上の地名としては「家島町坊勢」。姫路市役所坊勢サービスセンターと坊勢中学校、家島坊勢郵便局がある。面積は1.87km2。宮同様、かつては坊瀬浦と称した。「瀬戸内海で唯一、人口が増えている島」だった時期もある。
坊勢島の名は、『新・姫路の町名』では883年（元慶7年）学論に破れてこの島へ流された比叡山の高僧・覚円が「坊勢寺」を建立したことにちなむという。あるいは「ぼう」が浸食地形を、「ぜ」が瀬や岩礁をさすことによるものか。姫路市では覚円の弟子が渡ってきたことや坊勢法師と名乗る水軍の首領にちなむといった説を紹介している。
西島（にしじま）
家島諸島で最大面積を占め、南北に4.5km、東西に6kmで面積は6.59km2。隣接する坊勢島との距離は最も近い部分箇所で50mである。場所により坊勢と真浦それぞれに属する。兵庫県立いえしま自然体験センターがある。
「オドモ」や「マルトバ浜」「コウナイの石」などといった地名が残るが、その意味は明らかではない。マルトバ浜は「韓浜（からはま）」ともいっていたが、『播磨国風土記』によれば異国の船が神の怒りに触れて打ち砕かれ漂着したことによるという。

### 面積が1km^{2}未満の島

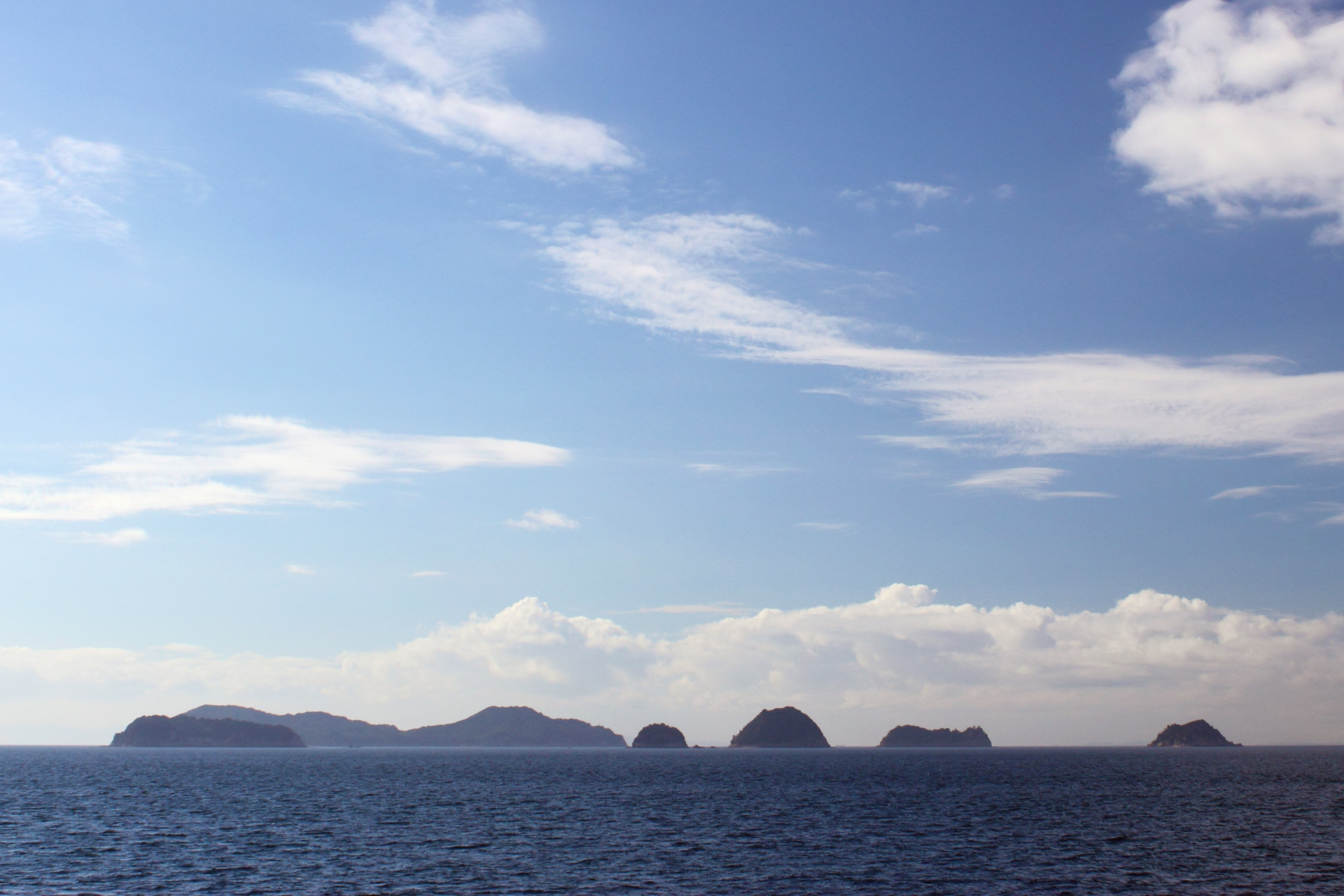
左手前より 桂島、松島、小ツフラ島、大ツフラ島、長島、三ツ頭島

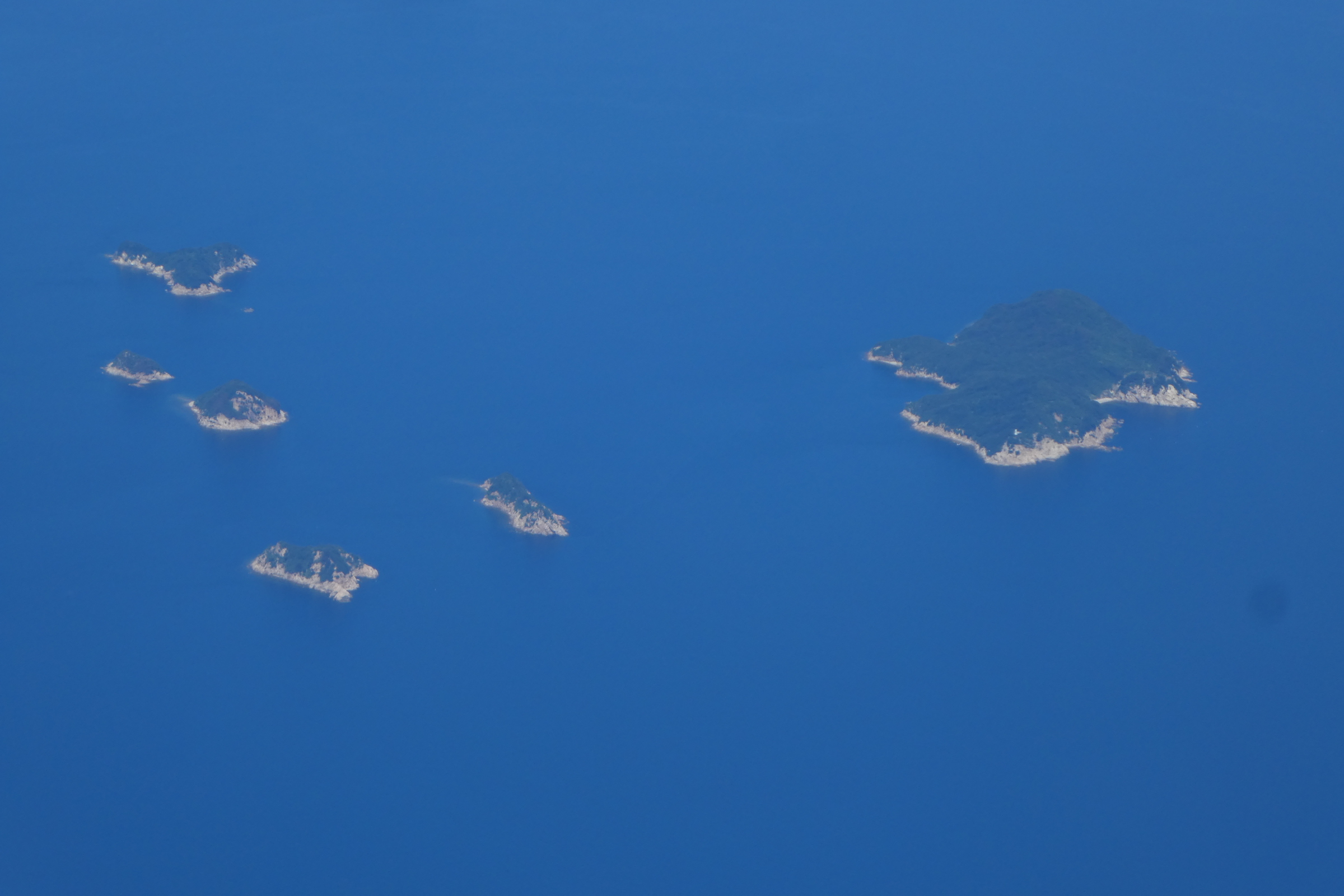
左から、桂島、小ツフラ島、大ツフラ島、三ッ頭島、長島、松島。

### 面積が1km2未満の島

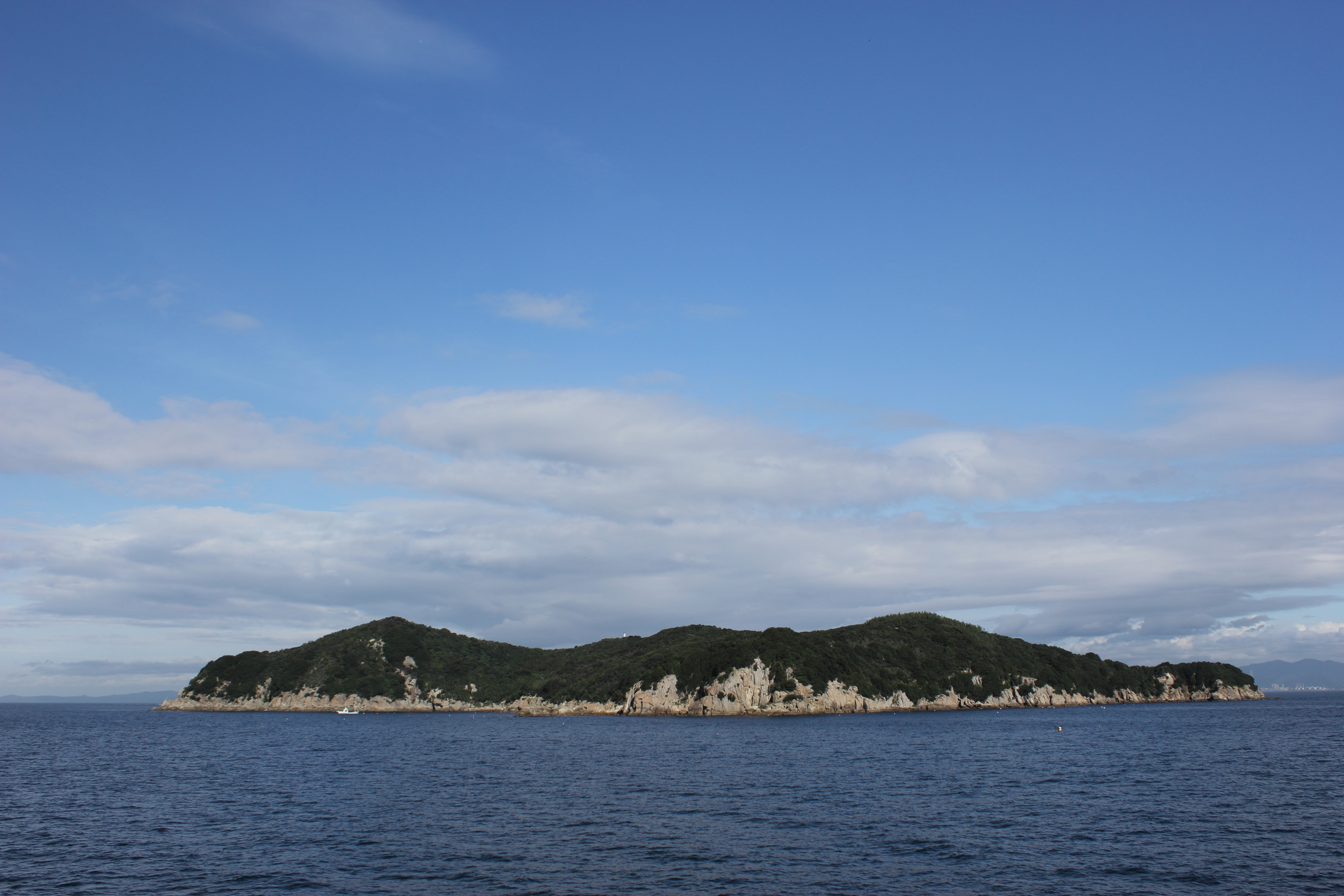
院下島
南北に500m、東西に800mほどの島。海抜62mと75mの高台があり、中央に院下島灯台が立地。
黒フゴ島院下島から南方700mほどの位置にあり南北に150m、東西に50mほどの島。最高地点は標高13m。
高羽島院下島から南方沖合い2,500m、黒フゴ島から南南西750mほどの位置にある島。西島の西北にある手繰干崎からは2,750mに位置する。最高地点は標高31m。高羽島の北方100mほどの距離に南北100m、東西20mほどの島と20mほどの円形の島がある。
金子島面積0.006㎢、標高18m 無人島。西島の西側に連なる島々の中のひとつ。
小松島南北100m、東西200mの島で32.4mの三角点がある。北側100mほどの位置に南北100m、東西20mほどの島と、南北20m、東西10mほどの計二つの島がある。
松島
西島の南方沖5km弱。北端はヒラレノ鼻、南西端が材木ノ鼻（松島灯台あり）。標高83.7m地点に三角点標識（最高地点は85m）。江戸時代には姫路藩の馬牧場が置かれていた。西1km前後に長島と三ツ頭島、北西1km前後に大ツフラ島、小ツフラ島、桂島が位置する。
桂島面積0.04㎢、標高32m 無人島。西島の南沖合に浮かぶ。
小ツフラ島面積0.012㎢、標高37m 無人島。西島の南沖合に浮かぶ。
大ツフラ島面積0.027㎢、標高65m 無人島。西島の南沖合に浮かぶ。　
長島面積0.03㎢、標高34m 無人島。西島の南沖合に浮かぶ。　
三ッ頭島面積0.035㎢、標高46m 無人島。西島の南沖合に浮かぶ。　
高島坊勢島と西島が近接している位置の南方沖合い700mに位置し、南北900m、東西500mほどの島。南端はマブノ鼻。最高地点（106.7m）に三角点標識がある。南東沖約20mに、東西差し渡しがそれぞれ20m及び60mほどの島が2つある。
大ヤケ島西島南方の沖合い200mに位置し、南北に300m、東西に200mほどの島。大ヤケ島南西に差し渡し10mほどの計2個の島がある。最高地点は標高47m。
小ヤケ島西島西方の沖合い200mにある島。南北ともに100mほどの円形の島で、最高地点は標高26m。
矢ノ島面積0.05㎢、標高38m 無人島。坊勢島の北東の沖合、連絡船の航路真近に浮かぶ。　
ハタカ島面積0.001㎢　無人島。坊勢島の北東の沖合、連絡船の航路真近に浮かぶ。　
黒島面積0.17㎢、標高79m　無人島。坊勢島の東沖合に浮かぶ。
大コ島面積0.017㎢、標高34m　無人島。
宇和島家島の北方沖合いに位置する。

加島面積0.1㎢、標高56m　無人島。男鹿島の南沖合に浮かぶ。加島の北部に大きな沼がある。
太島面積0.09㎢、標高44m　無人島。男鹿島の北東の沖合に浮かぶ。二つの島からなり、砂洲で繋がる。
クラ掛島面積0.1㎢　無人島。男鹿島の北東沖合に浮かぶ。
上島面積0.07㎢　無人島。神戸製鋼や、三菱重工などがある工場地帯の南西沖合に浮かぶ。
大碇礁
小碇礁

## 気候
日本の気候区分でいう瀬戸内海式気候に属する。
平均気温（家島）は2月4.8℃ - 8月26.5℃と温暖。降水量は国内では比較的少なめ。
家島の統計値
- 年平均気温： 15.4℃
- 最高気温記録： 35.3℃（2006年8月9日）
- 最低気温記録： -6.9℃（1981年2月26日）

| 家島の気候               | 家島の気候   | 家島の気候  | 家島の気候   | 家島の気候   | 家島の気候    | 家島の気候    | 家島の気候    | 家島の気候   | 家島の気候    | 家島の気候   | 家島の気候  | 家島の気候   | 家島の気候       |
| 月                       | 1月          | 2月         | 3月          | 4月          | 5月           | 6月           | 7月           | 8月          | 9月           | 10月         | 11月        | 12月         | 年               |
| ------------------------ | ------------ | ----------- | ------------ | ------------ | ------------- | ------------- | ------------- | ------------ | ------------- | ------------ | ----------- | ------------ | ---------------- |
| 平均最高気温 °C （°F）   | 8.3 (46.9)   | 8.8 (47.8)  | 12.0 (53.6)  | 17.7 (63.9)  | 22.0 (71.6)   | 25.4 (77.7)   | 29.0 (84.2)   | 30.9 (87.6)  | 27.4 (81.3)   | 21.9 (71.4)  | 16.3 (61.3) | 11.1 (52)    | 19.3 (66.7)      |
| 平均最低気温 °C （°F）   | 2.2 (36)     | 2.0 (35.6)  | 4.4 (39.9)   | 9.2 (48.6)   | 13.9 (57)     | 18.3 (64.9)   | 22.6 (72.7)   | 24.0 (75.2)  | 20.7 (69.3)   | 15.1 (59.2)  | 9.8 (49.6)  | 4.9 (40.8)   | 12.3 (54.1)      |
| 降水量 mm （inch）       | 31.7 (1.248) | 47.0 (1.85) | 84.7 (3.335) | 84.7 (3.335) | 127.9 (5.035) | 145.4 (5.724) | 136.5 (5.374) | 72.6 (2.858) | 135.5 (5.335) | 87.3 (3.437) | 54.6 (2.15) | 32.3 (1.272) | 1,045.8 (41.173) |
| 平均降水日数 （≥1.0 mm） | 5.1          | 6.0         | 9.5          | 9.3          | 9.7           | 10.9          | 9.3           | 5.3          | 9.3           | 7.3          | 5.6         | 4.5          | 91.9             |
| 平均月間日照時間         | 152.3        | 152.6       | 180.8        | 201.1        | 207.3         | 174.6         | 205.4         | 237.1        | 177.2         | 179.3        | 159.7       | 160.1        | 2,187.4          |
| 出典：気象庁             |              |             |              |              |               |               |               |              |               |              |             |              |                  |

## 歴史
家島諸島には旧石器時代から弥生時代にかけての遺跡が見られ、これらの時代には既に人々が居住していたようである。1959年（昭和34年）には三笠宮崇仁親王を名誉団長とする調査団が1万年 - 2万年前の石器を太島で発見している。また西島のマルトバ浜からは6世紀頃の箱式石棺を持つ20基近い古墳群が見つかっている。
家島の名の由来としては、『播磨国風土記』揖保郡の条に「人民、家を造りて居り、因って、家嶋と呼ぶ」とあり、現在の家島諸島を「伊刀島」と総称していたことが記されている。神武天皇東征伝説において嵐を避けてここに寄港した際に波の静かさを家の中のようだと例えたという説もある（波の静かさを家に例えた点では、同じ播磨灘の室津と似ている）。
『万葉集』には天平8年（736年）に遣新羅使が家島付近を始めとした播磨灘で詠んだ歌が5首収録されている。
家島は名にこそありけれ海原を我が恋ひ来つる妹もあらなくに—遣新羅使、『万葉集』巻15/3718
『延喜式』に家島神社の名前が見え、左右馬寮が家島の牧場に30頭の馬を放したとも書かれている。中世以降は揖東郡に属し、瀬戸内海の海上交通の要所として海運が盛んであったという。天正15年（1587年） 九州へ向かう細川幽斎も家島を巡って一首詠んでいる。
いかはかり船よそひして漕よせむ我家島と思はましかは—細川幽斎、『九州道の記』、群書類従
江戸時代には姫路藩領として、真浦・宮浦・坊瀬浦を合わせて家島一村として対岸の宇佐崎組大庄屋の元にあったが、一時期は宮浦の高島家が大庄屋を務めたことがあった。寛永16年（1639年）には姫路藩が宮浦に番所を置き、番士や足軽などを配置して海上の警備に当たらせた。嘉永3年（1851年）には加えて砲台も築かれている。『旧高旧領取締帳』における石高は406石余り、ただし田畑が狭く、島内に請林を持つものを本百姓としてそこから刈り取った芝芽を売りさばき年貢上納は御手形（米札）によった。他に小物成として水主物・海役銀・網役・釣役など。
1879年（明治12年）に揖東郡から飾東郡に変わり、1889年（明治22年）に家島村、1928年（昭和3年）に家島町となる。大正初期に家島に銅の製錬所が建設されたが同10年頃廃止された。
離島ゆえに飲み水の便が悪く、赤穂からの水運搬船や海水淡水化施設などでしのいでいたが、1984年（昭和59年）に赤穂からの海底送水管が開通している。
近代以降2006年（平成18年）3月27日までの歴史は「家島町#歴史」を、2006年（平成18年）3月27日以降の「姫路市#歴史」も参照。

## 産業
採石と漁業、海運業が主である。漁獲量は兵庫県一 で周辺で捕れた魚を姫路へ運ぶのみならず、1954年（昭和29年）頃からはハマチの養殖も行われている。採石は高度経済成長期には西島や男鹿島から切り出された石が護岸工事や海面埋め立てのために運び出されていった。また、これらの石材を運搬する船（ガット船）が多く往来する事から中小の造船や船の修理も盛んである。
農業も行われており、瀬戸内海を泳いできたとみられるイノシシによる作物や人身への被害が近年出ているため、2019年から罠猟の免許を取得する人が出て駆除している。

## 諸島への交通

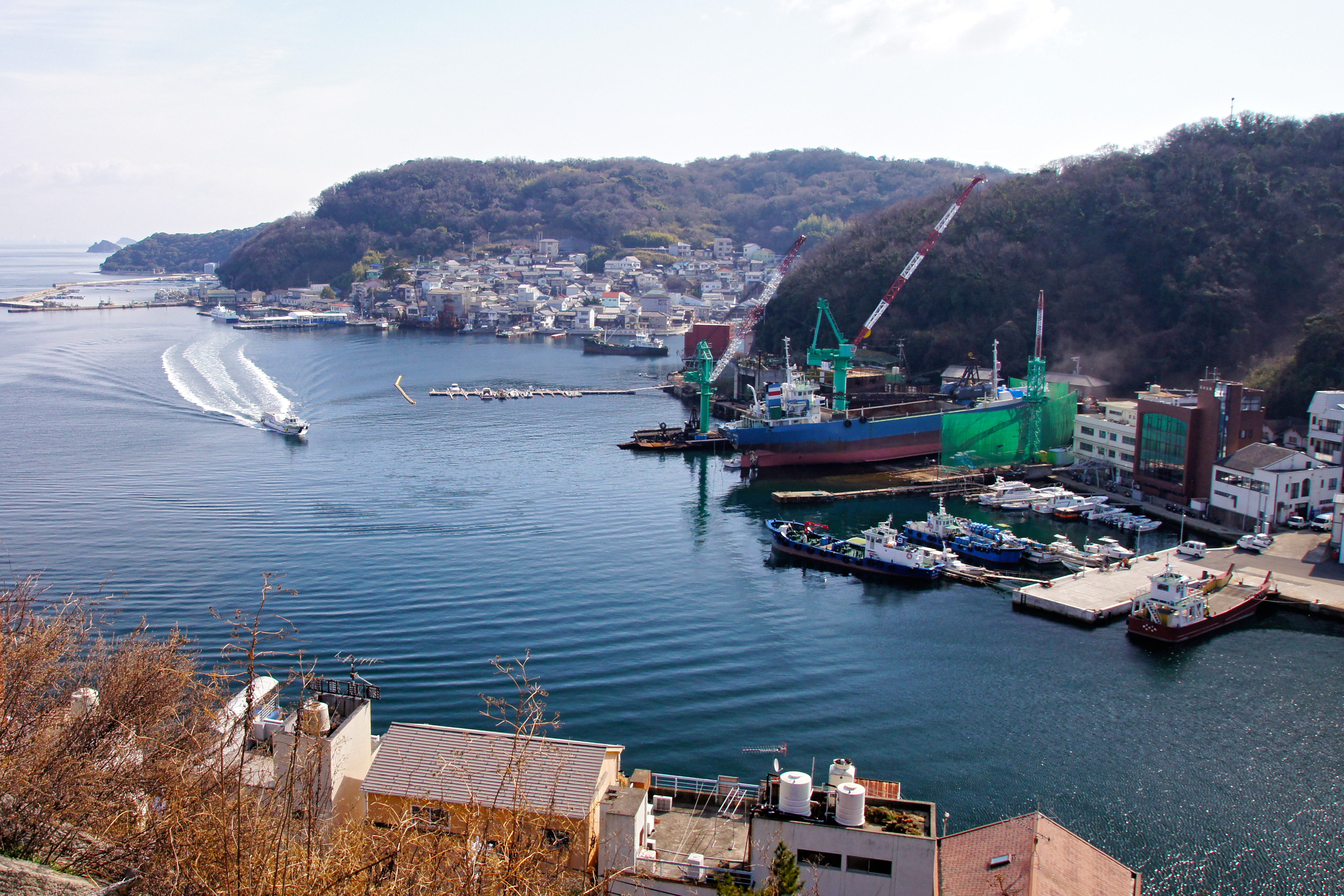
真浦港

姫路港より連絡船を使用する。姫路港までは神姫バスで、姫路駅北口①から94系統姫路港行き乗車、終点下車。あるいは姫路市街から、兵庫県道62号姫路港線（産業道路）及び国道436号で姫路港へ。
家島へは高速いえしま（姫路⇔真浦）または高福ライナー（姫路⇔真浦⇔宮）、男鹿島と坊勢島へは坊勢輝汽船（姫路⇔男鹿島⇔坊勢島。男鹿島は通過便もあり）が運航する。西島へは坊勢島から輝観光の船を乗り継いで渡航できる。以前は（家島町と合併する前の）姫路市に本社を置いていた家島汽船も運航されていたが、2005年（平成17年）5月末をもって自己破産・廃業している。
家島本島では観光用の電動アシスト自転車の貸し出しを行っている。家島には家島コミュニティバスが運行しており、坊勢島では坊勢コミュニティバスが運行している。

## 世帯数と人口
2024年（令和6年）6月30日現在の世帯数と人口は以下の通りである。
| 町丁           | 世帯数   | 人口   |
| -------------- | -------- | ------ |
| 家島町宮       | 507世帯  | 904人  |
| 家島町真浦     | 719世帯  | 1329人 |
| 家島町坊勢     | 808世帯  | 1870人 |
| 家島町（合計） | 2034世帯 | 4103人 |

それ以前の世帯数と人口は以下の通りである。
| 調査年月                                       | 浦/字/町丁 | 世帯数   | 人口    |
| ---------------------------------------------- | ---------- | -------- | ------- |
| 1879年（明治12年）                             | 宮浦       | 304世帯  | 1602人  |
| 1879年（明治12年）                             | 真浦       | 398世帯  | 1945人  |
| 1879年（明治12年）                             | 坊瀬浦     | 118世帯  | 692人   |
| 1879年（明治12年）                             | 家島合計   | 820世帯  | 4,239人 |
| 1891年（明治24年）                             | 宮浦       | 299世帯  | 1660人  |
| 1891年（明治24年）                             | 真浦       | 341世帯  | 1955人  |
| 1891年（明治24年）                             | 坊瀬浦     | 119世帯  | 770人   |
| 1891年（明治24年）                             | 家島村合計 | 759世帯  | 4385人  |
| 1935年（昭和10年）                             | 家島町合計 | 1636世帯 | 7275人  |
| 1960年（昭和35年）                             | 宮         | 594世帯  | 3060人  |
| 1960年（昭和35年）                             | 真浦       | 807世帯  | 4010人  |
| 1960年（昭和35年）                             | 坊勢       | 428世帯  | 2526人  |
| 1960年（昭和35年）                             | 家島町合計 | 2099世帯 | 10228人 |
| 1975年（昭和50年）                             | 宮         | 709世帯  | 2925人  |
| 1975年（昭和50年）                             | 真浦       | 1022世帯 | 3960人  |
| 1975年（昭和50年）                             | 坊勢       | 617世帯  | 2878人  |
| 1975年（昭和50年）                             | 家島町合計 | 2348世帯 | 9763人  |
| 1980年（昭和55年）                             | 家島町合計 | 2612世帯 | 9718人  |
| 2006年（平成18年）3月末 （姫路市への合併直後） | 家島町宮   | 738世帯  | 1933人  |
| 2006年（平成18年）3月末 （姫路市への合併直後） | 家島町真浦 | 1032世帯 | 2797人  |
| 2006年（平成18年）3月末 （姫路市への合併直後） | 家島町坊勢 | 817世帯  | 3051人  |
| 2006年（平成18年）3月末 （姫路市への合併直後） | 家島町合計 | 2587世帯 | 7781人  |
| 2010年（平成22年）3月末                        | 家島町宮   | 697世帯  | 1664人  |
| 2010年（平成22年）3月末                        | 家島町真浦 | 987世帯  | 2505人  |
| 2010年（平成22年）3月末                        | 家島町坊勢 | 832世帯  | 2866人  |
| 2010年（平成22年）3月末                        | 家島町合計 | 2516世帯 | 7035人  |
| 2015年（平成27年）3月末                        | 家島町宮   | 623世帯  | 1352人  |
| 2015年（平成27年）3月末                        | 家島町真浦 | 877世帯  | 1979人  |
| 2015年（平成27年）3月末                        | 家島町坊勢 | 786世帯  | 2500人  |
| 2015年（平成27年）3月末                        | 家島町合計 | 2286世帯 | 5831人  |
| 2020年（令和2年）3月末                         | 家島町宮   | 551世帯  | 1080人  |
| 2020年（令和2年）3月末                         | 家島町真浦 | 777世帯  | 1561人  |
| 2020年（令和2年）3月末                         | 家島町坊勢 | 808世帯  | 2156人  |
| 2020年（令和2年）3月末                         | 家島町合計 | 2136世帯 | 4797人  |

## 施設・学校など
- 家島
  - 姫路市役所家島事務所
  - 家島郵便局
  - 姫路市家島B&G海洋センター[29][30]
  - 兵庫県立家島高等学校
  - 姫路市立家島中学校
  - 姫路市立家島小学校
- 男鹿島
  - 男鹿島鹿公園
  - ダチョウ牧場
  - 青井ノ浜海水浴場[31]
- 坊勢島
  - 姫路市役所坊勢サービスセンター
  - 坊勢郵便局
  - 姫路市立坊勢中学校
  - 姫路市立坊勢小学校
- 西島
  - 兵庫県立いえしま自然体験センター

### 小・中学校の学区
市立小・中学校に通う場合、学区は以下の通りとなる。
| 町丁・島                 | 小学校・中学校     | 小学校・中学校     | 備考             |
| ------------------------ | ------------------ | ------------------ | ---------------- |
| 家島町宮                 | 姫路市立家島小学校 | 姫路市立家島中学校 |                  |
| 家島町宮（男鹿島）       | 姫路市立家島小学校 | 姫路市立家島中学校 | 元・男鹿小中学校 |
| 家島町真浦（以下を除く） | 姫路市立家島小学校 | 姫路市立家島中学校 |                  |
| 家島町真浦（西島）       | 姫路市立坊勢小学校 | 姫路市立坊勢中学校 |                  |
| 家島町坊勢               | 姫路市立坊勢小学校 | 姫路市立坊勢中学校 |                  |
| 家島町坊勢（西島）       | 姫路市立坊勢小学校 | 姫路市立坊勢中学校 |                  |

## 名所・旧跡

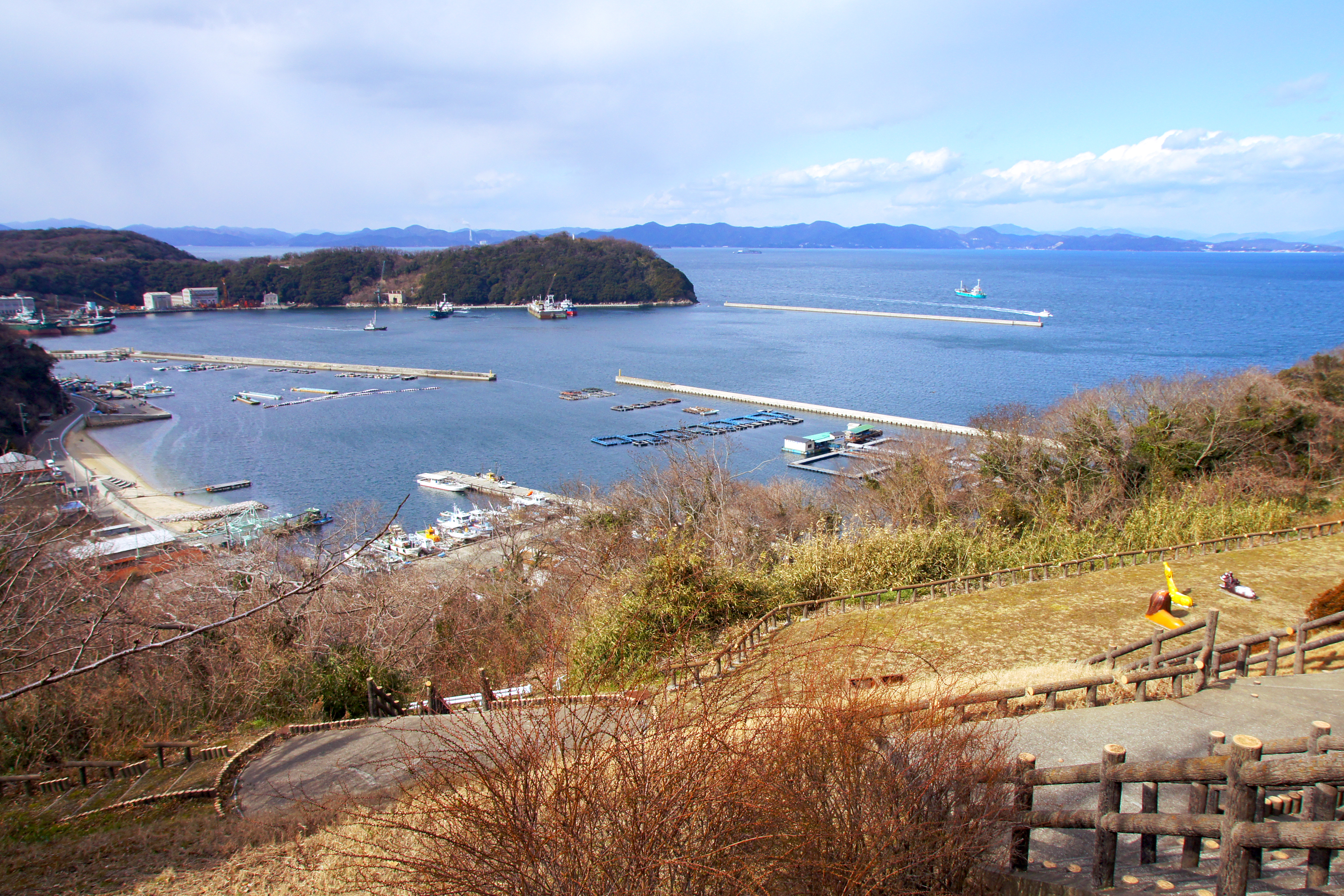
家島十景「監館眺望」

- 家島十景 - 間浦古郭、天満霊樹、監館眺望、白髭霊嗣、宮浦夜泊、赤坂清水・櫻谷雪景、観音崎月、坊勢寺跡、淡賀楯崎、松島野馬
- 家島 - 家島神社、真浦神社、清水の浜、万体地蔵苑、水天宮（どんがめっさん）[36]
- 坊勢島 - 恵美酒神社、弁天島 (姫路市)